# Astigmatic
Astigmatic ist ein 1965 aufgenommenes und 1966 veröffentlichtes Album des Quintetts von Krzysztof Komeda. Es gilt gemeinhin als das wichtigste Album in der Geschichte des polnischen Jazz.

## Geschichte
Astigmatic wurde Anfang Dezember 1965 in Warschau aufgenommen und im darauffolgenden Jahr von MUZA Polskie Nagrania innerhalb der Reihe Polish Jazz veröffentlicht. Es gilt als ein Höhepunkt des Schaffens Krzysztof Komedas und seines „slawischen“ Jazz, der sich durch die Betonung des Lyrischen und Dramatischen auszeichnet. Alle Kompositionen stammen von Komeda. Sie waren bereits vorher beim Jazz Jamboree ’65 präsentiert worden.
Die Band bestand aus den damals regelmäßigen Mitarbeitern Komedas, Tomasz Stańko (der später zu der zentralen Figur der polnischen Jazz-Szene wurde) und Rune Carlsson, sowie aus den beiden Gästen Günter Lenz und Zbigniew Namysłowski.
Die Entstehung des Albums wurde von dem beteiligten Zbigniew Namysłowski als recht chaotisch beschrieben. Es sei praktisch innerhalb einer Nacht entstanden.
Das Lied Svantetic ist eine Hommage an Svante Foerster, mit dem Komeda befreundet war. Kattorna wurde ursprünglich als Filmmusik für den gleichnamigen Spielfilm (deutscher Titel: Cattorna – verbotene Zärtlichkeiten, 1965) von Henning Carlsen geschrieben.
Das Album stellte eine gewisse Zäsur im Schaffen Komedas dar, der sich im Anschluss daran zunehmend auf das Komponieren von Filmmusik fokussierte, oft in Zusammenarbeit mit Roman Polański.

## Titelliste
Alle Kompositionen stammen von Krzysztof Komeda.
Seite 1
1. Astigmatic – 23:07
Seite 2
2. Kattorna – 7:32
3. Svantetic – 16:02

## Rezeption
Im Umschlagstext zur Original-Schallplatte lobte der bekannte Musiker und Musik-Kritiker Adam Sławiński die innovative Qualität des Albums. Er wies auf die besondere Struktur der Songs, wie auch auf die bei Komeda typische Kombination aus „slawisch-lyrischem“ einerseits und Jazz-Rhythmus und „-Sound“ hin. Laut Sławiński kombinierte Komeda in seinen Kompositionen erfolgreich Elemente moderner Kompositionstechnik (wie z. B. aleatorische Strukturen oder Clusters) mit älteren Formen (wie z. B. Modalismus).
Das Album gilt in Polen als das wichtigste in der polnischen Jazz-Geschichte. So wurde es u. a. von den Lesern der Zeitschrift Jazz Forum zum „besten Album aller Zeiten“ gewählt. In einer Zusammenstellung der wichtigsten Alben des polnischen Jazz in derselben Zeitschrift, basierend auf den Einschätzungen von 50 Musikkritikern, fand sich Astigmatic mit großem Vorsprung auf dem ersten Platz. Gleichzeitig wird es manchmal als ein Meilenstein in der Herausbildung einer spezifisch europäischen Jazzsprache gesehen.
Besonders häufig wird die eigene Sprache Komedas, die auf Astigmatic besonders deutlich hervorgetreten sei, betont, in der er Elemente traditioneller polnischer Musik mit modernem Jazz, einschließlich von Einflüssen aus Free Jazz verband. Eine große Leistung Komedas sei gewesen, dass er ganze Partien gezielt für seine Band-Mitspieler, allen voran Stańko und Namysłowski schrieb.
In einem Text über Komeda auf dem polnischen Jazz-Portal Jazzarium wurde Astigmatic mit wichtigen ECM-Werken Keith Jarretts, Jan Garbareks und Charles Lloyds verglichen.
Die Lieder aus Astigmatic wurden mehrfach von anderen polnischen Jazz-Musikern interpretiert, darunter Urszula Dudziak, Michał Urbaniak, Tomasz Stańko oder Leszek Możdżer.
Der Titel eines der wichtigsten Alben der polnischen Yass-Szene, Asthmatic der Band Miłość, war eine ironische Anspielung auf Astigmatic.
Die Fachzeitschrift Jazzwise wählte Astigmatic auf Platz 85 in der Liste The 100 Jazz Albums That Shook the World.